# Les Pêcheries - Museo de Fécamp
«Les Pêcheries - Museo de Fécamp» es un nuevo museo de Francia que reúne todas las colecciones municipales de la ciudad de Fécamp.  Abierto desde diciembre de 2017, se encuentra en el corazón del puerto de Fécamp, en una antigua fábrica donde se secaba el bacalao que pertenecía a «Les Pêcheries de Fécamp» (pêcheries, significa 'pesquerías'). Reúne los antiguas colecciones del «Museo de los marineros por Terranova y de la pesca» y del «Museo de las Artes y de la Infancia». 

## El edificio

### Historia del lugar
El Museo de Fécamp se encuentra en el puerto de Fécamp, en la esquina del Grand-Quai, en un edificio industrial rehabilitado: es una antigua fábrica donde se secaba el bacalao. Ella pertenecía al armemento "Les Pêcheries de Fécamp", primero llamado "El Bacalao Normando".  El edificio del "Bacalao Normando" data de 1950; fue diseñado por el arquitecto parisino André Hamayon y construido por el contratista Florentin Pollet. La fábrica, puesta en servicio en 1950, fue dirigida por Honrado York, quien desarrolló ahí desde los años 1960 una actividad de pescados ahumados. Las actividades industriales cesaron en 1996.  
El proyecto de rehabilitación se remonta a 2003. Después de varios años de trabajo, el museo fue inaugurado el viernes 8 de diciembre de 2017. Reúne en un solo lugar las colecciones de los antiguos museos municipales, a saber el Museo de los marineros por Terranova y de la pesca y el Museo de las Artes y de la Infancia.

### Historia de los museos de Fécamp
Les Pêcheries - Museo de Fécamp reúne en un solo lugar las colecciones de los antiguos museos municipales ; a saber el Museo de los marineros por Terranova y de la pesca y el Museo de las Artes y de la Infancia, este último que reúne las colecciones de los antiguos museos del Viejo-Fécamp creados en 1910, del museo de la Infancia del doctor Léon Dufour, creado en 1918 y legado a la ciudad en 1926, y obras de arte legados de los esposos Leroux en 1950.

### Museografía del museo
La visita comienza por el belvédère con acceso por ascenseur, luego desciende piso por piso por una gran escalera central. Las colecciones se desarrollan así sobre varios niveles.
- Belvédère : ofrece una vista de 360° sobre la ciudad, el puerto y la Canal de la Mancha. Ahí se organizan tres mapas en relieve para comprender el desarrollo urbano de la ciudad desde la Edad Media hasta nuestros días.

- Cuarto piso : la galería histórica presenta una serie de objetos que recorren la historia de la ciudad.

- Tercero piso : este es un espacio dedicado a la historia de las pescas del bacalao, del arenque y también de la pesca fresca practicado por los  habitantes de Fécamp.

- Segundo piso : presenta una importante colección de Ballas Artes, una perspectiva de la vida tradicional local del País de Caux, un cuarto de maravillas, las colecciones del Museo de la Infancia.

- Primo piso : está dedicado a exposiciones temporales y al centro de documentación.

- Entrepiso : está ocupado por vestuarios y la oficina del armador, los cuales son presentados únicamente con un guía.
- Planta baja : se compone de la recepción, la librería y de un auditorio.

## Galería histórica
Ubicada debajo del belvedere, la galería histórica presenta la historia de la ciudad con elementos arqueológicos desde el Paleolítico hasta la historia del Muro Atlántico. El museo evoca igualmente la abadía de Fécamp, los corsarios, la historia de las logias masónicas y el nacimiento de los baños de mar.

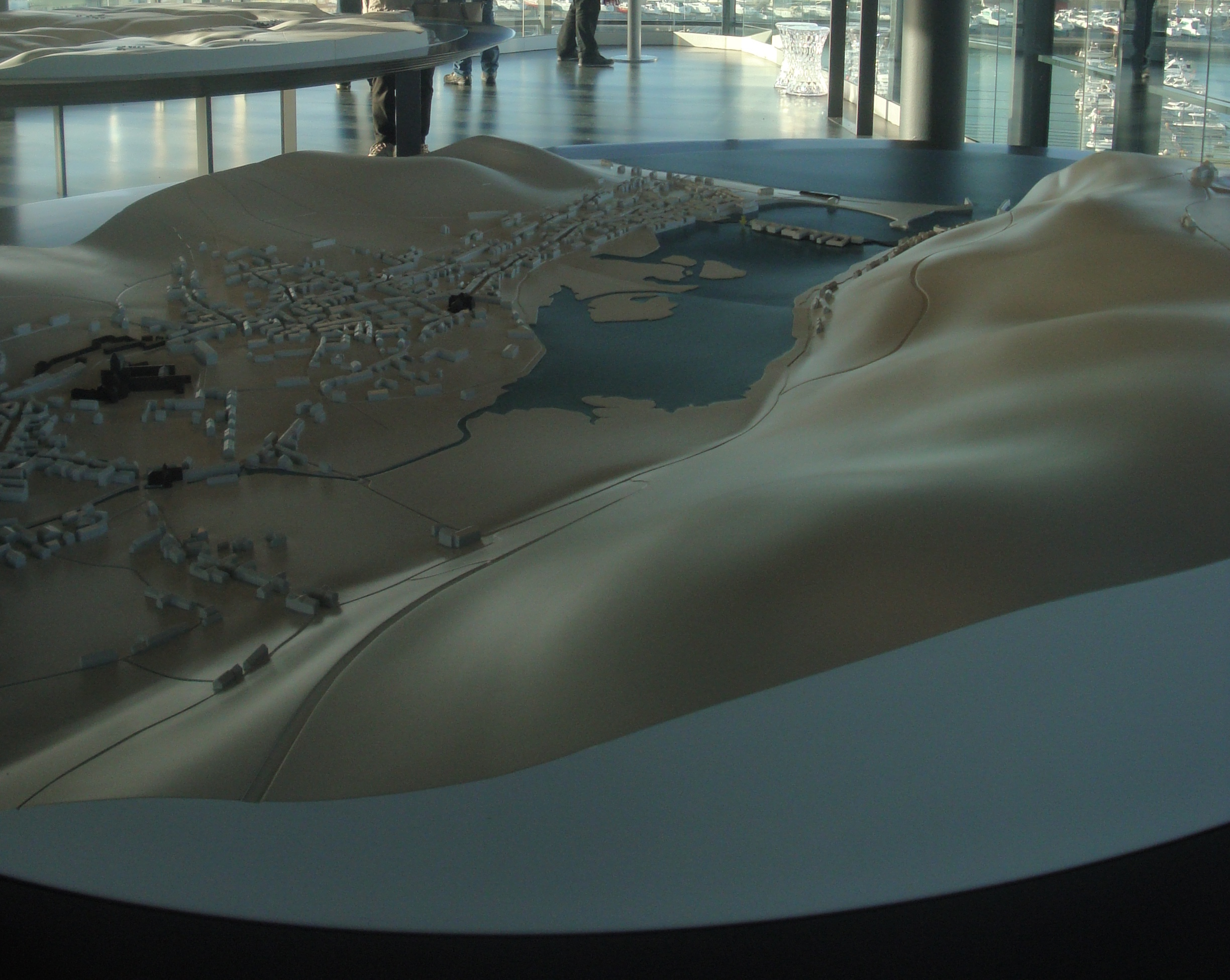
Mapa en relieve de la ciudad de Fécamp - Les Pêcheries, Museo de Fécamp
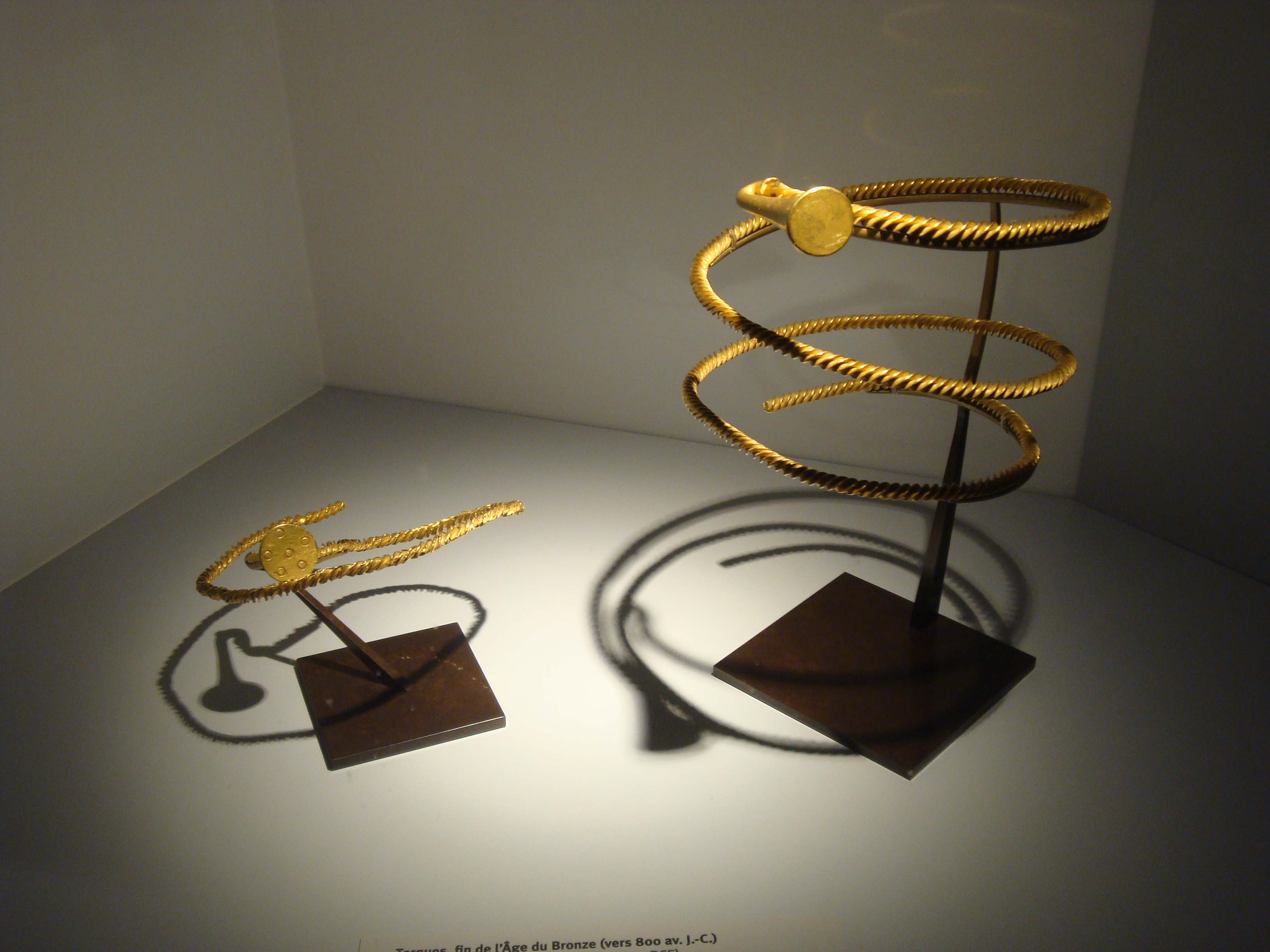
Torques - Les Pêcheries, Museo de fécamp
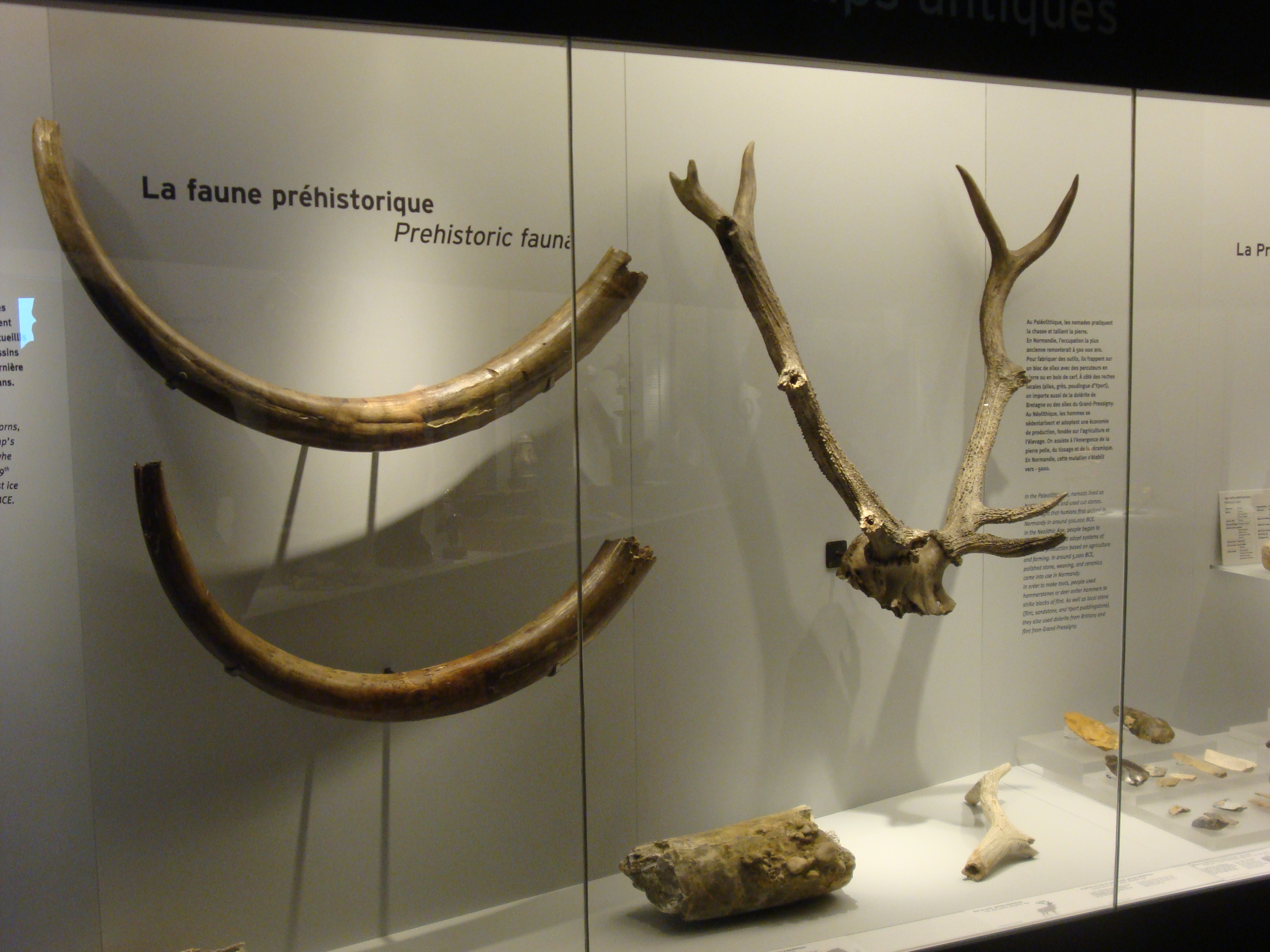
Colmillos de mamuts - Les Pêcheries, Museo de Fécamp
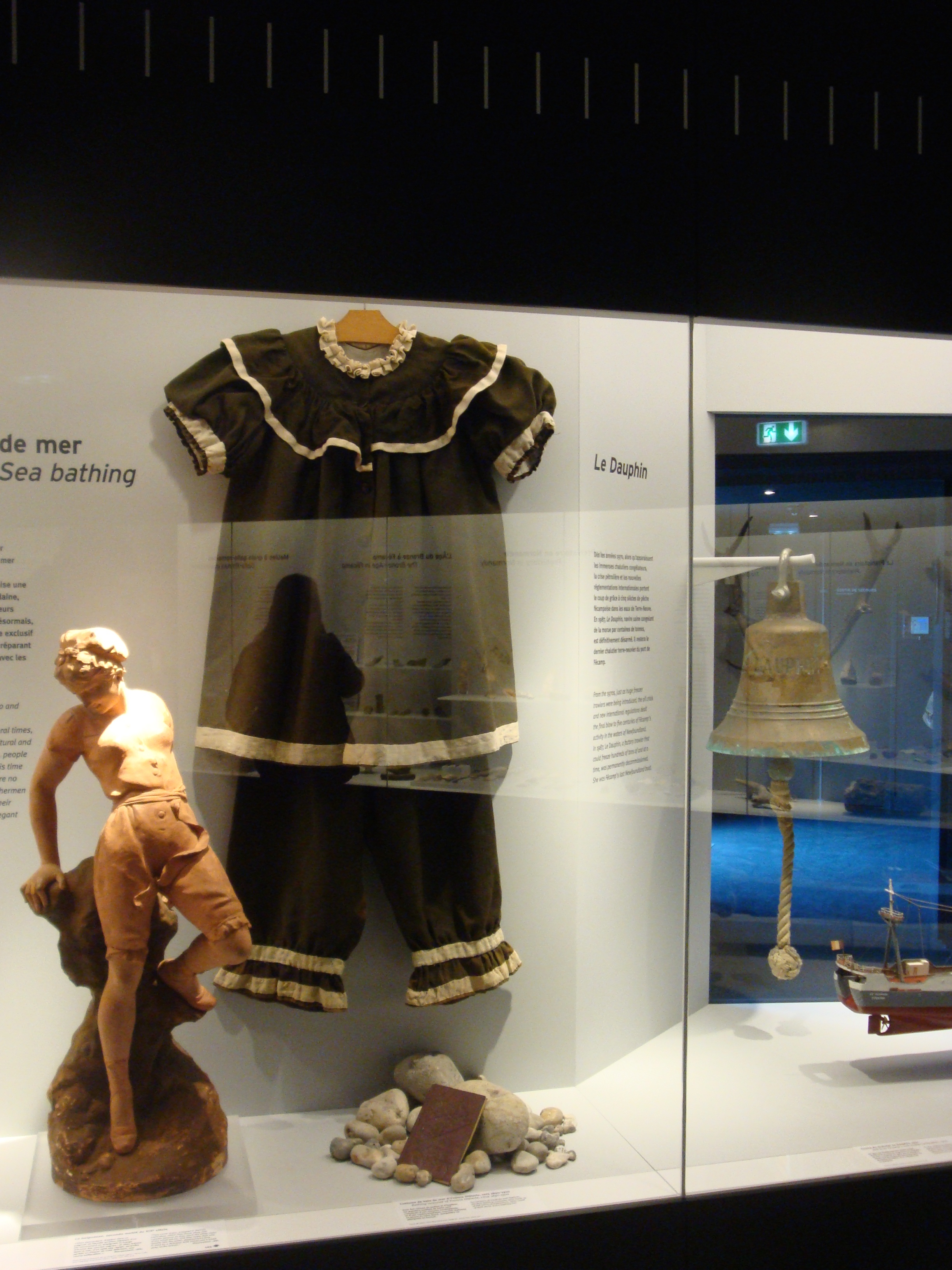
Parte baños de mar - Les Pêcheries, Museo de Fécamp

### Paleolítico
El territorio de Fécamp está ocupado desde el Paleotíco. Los visitantes pueden observar los vestigios de una presencia humana gracias a bifaces que datan de -300,000 años. A lo que se agregan  otros tipos de elementos arqueológicos como los colmillos de mamuts encontrados durante la construcción del puerto en el siglo XIX .

### Época galorromana
Los vestigios de este período se presentan en una sección de la galería histórica: piedras de molinos galo-romanas, monedas galas del primer siglo A-D,fibulas del primer siglo etc. Muchos sitios han sido excavados alrededor de Fécamp.

### En la época de los duques de Normandía
Capital ducale en el siglo X, la ciudad de Fécamp conserva importantes vestigios de esta época. En particular, el Tesoro  de Fécamp, cuyo museo tiene unas pocas docenas de monedas.

### Los baños de mar
Fécamp era una ciudad industrial en el siglo XIX, pero era también una ciudad que atrae cada vez más a una población mundana.  Esto se explica por el desarrollo del tren y el entusiasmo por los baños de mar. Por lo tanto, una sección de las colecciones ilustra la moda de los baños de mar de la segunda mitad del siglo XIX.

## Secuencia marina y Pesca

### Los diferentes tipos de pesca
El museo presenta las colecciones expuestas anteriormente en el Museo de los marineros por Terranova y de pesca (1988-2012), a lo largo de tres recorridos correspondientes a los tres tipos de pescas que han marcado la historia de la ciudad : la pesca al hareng, mencionada desde el XI siglo en las cuentas de la abadía de la Santa-Trinidad, la pesca al bacalao practicado del XVI al XX siglo y la pesca fresca. La historia de los marineros que eran pescadores en Terranova ocupa una gran división de la Secuencia Marina y Pesca.  
Un espacio especial se presenta como un homenaje a la Sociedad Nacional de Salvamento Marítimo. 

### Astilleros y herramientas de pesca
Esta parte es sobre la construcción naval. Entre otros, se presenta el más antiguo tipo de barco para la pesca a Terranova conservado en las colecciones marítimas francesas, apodado "Popaul" que data de 1946. Este tipo de barco es llamado "doris". La secuencia presenta también los trabajos en los astilleros de Fécamp con las maquetas de construcción de barcos importantes para la ciudad, llamados "L'Étoile" y "La Belle Poule".

### Maquetas y cuadros marítimos
Se presenta una gran colección de maquetas de barcos de velas y de arrastreros, incluidos maquetas apodadas de "prestigio". Estos tienen la forma de un medio casco colocado contra un espejo que da la ilusión de un barco completo. Estas maquetas fueron ordenados por el armador que los validó para la construcción final. Luego, la maqueta terminó en la oficina del armador. 
Además, los cuadros de barcos están presentados en una alcoba dedicada, realizados por Eugène Grandin, Louis Honrado Frédéric Gamain y Edouard Adam, para armadores del XIX siglo.

### Testimonios
Las colecciones presentan una gran colección de testimonios sonoros y archivos cinematográficos.

## Secuencia de Bellas Artes

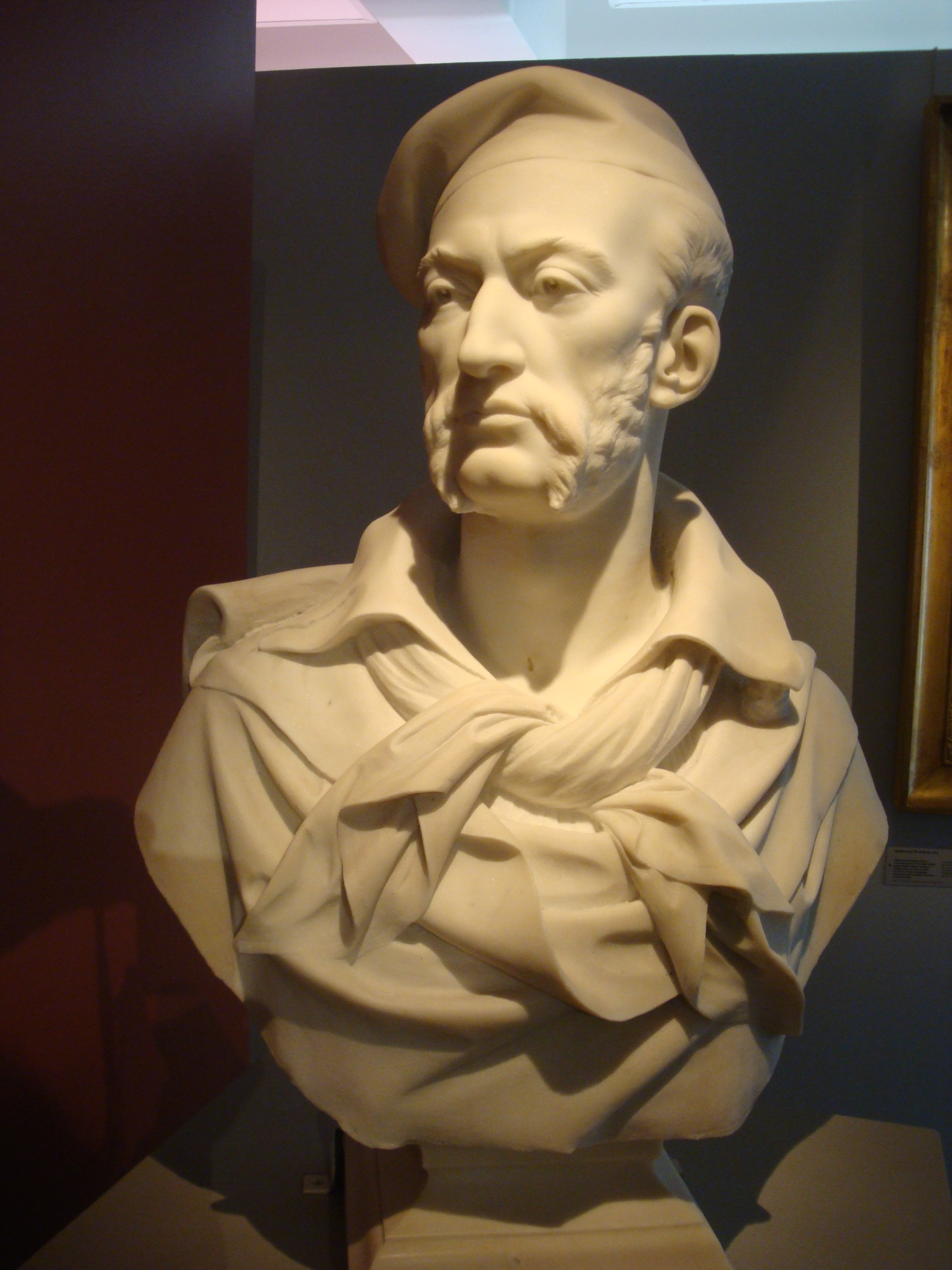
Busto del esculptor Géricault, realizado por Alexandre Devaux
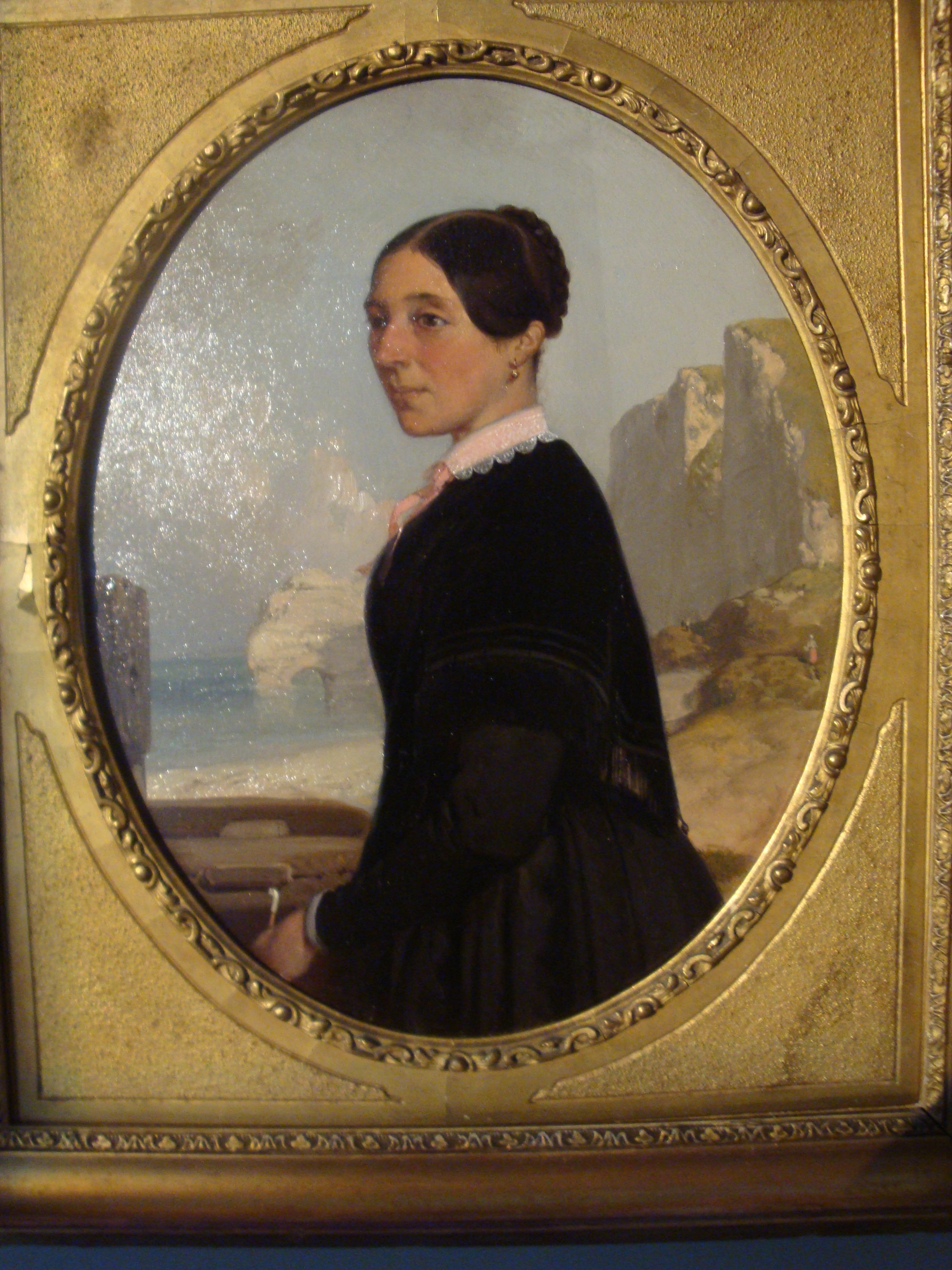
Retrato de Césaire Blanquet, realizado por Eugène Le Poittevin
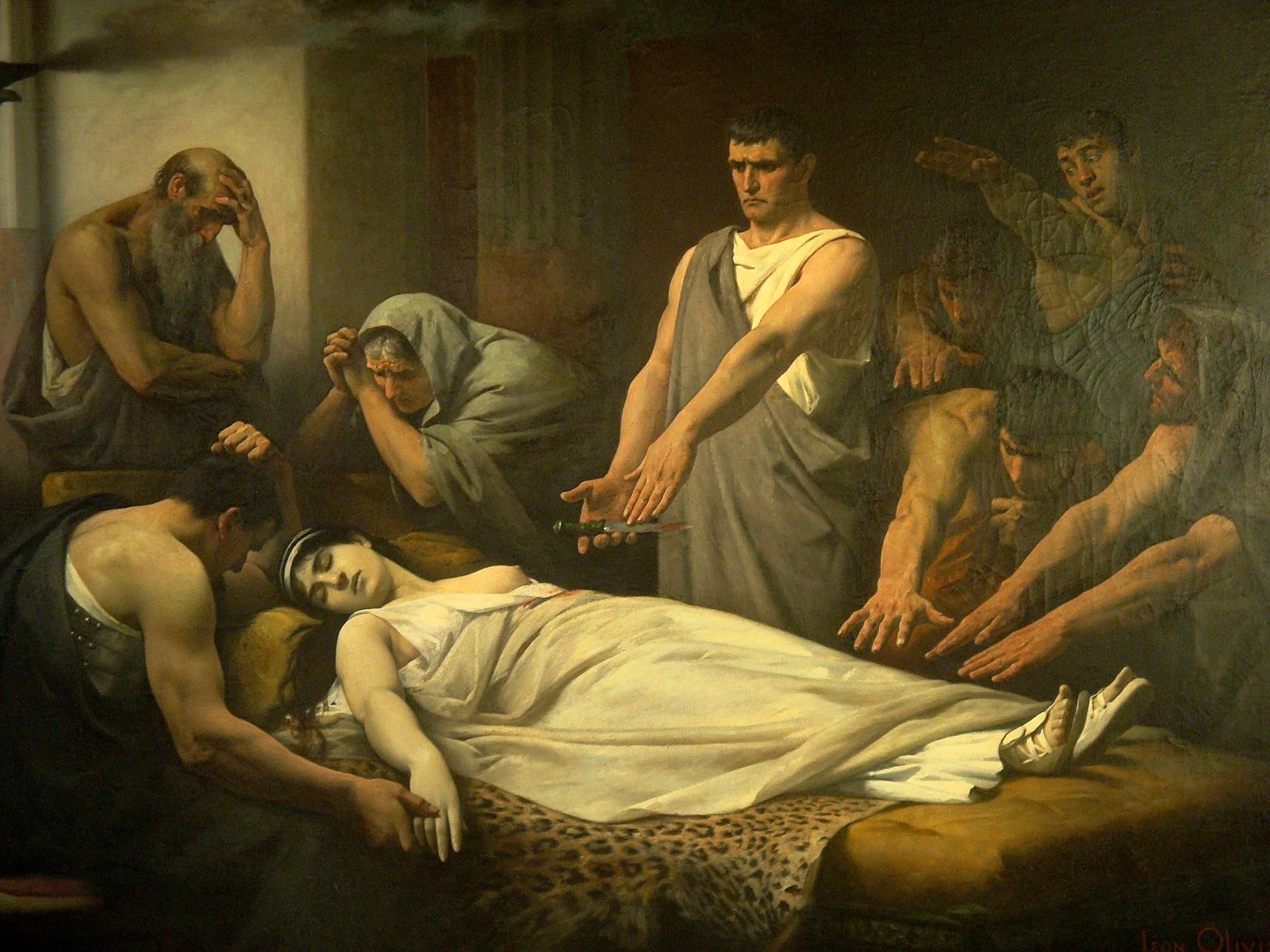
Juramento de Brutus sobre el cuerpo de Lucrezia, realizado por Léon Olivié
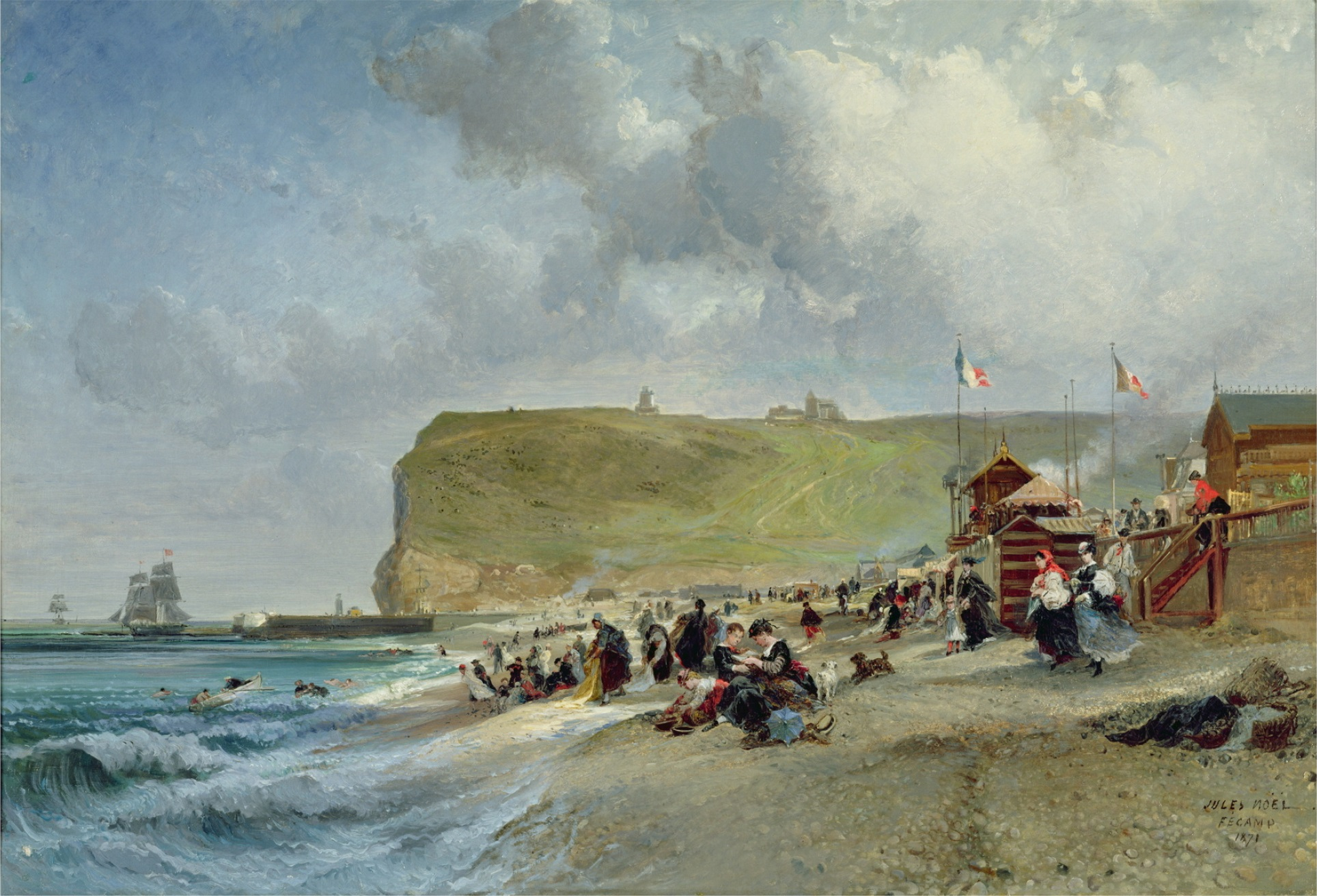
Jules Noël - Crinolines sur la plage, Fecamp (1871)

### Cuadros
El museo presenta obras del XVI siglo hasta nuestros días con Eugène El Poittevin, Émile Schuffenecker, Jules Navidad, Jules y Georges Diéterle, Pierre-Charles El Mettay, Henri de Santo-Delis, Santo-Igny, Jean-Paul Laurens, Léon Cogniet, Édouard Toudouze, Alexeï Bogolioubov, Martine Dubilé…

### Escultura
Las colecciones presentan esculturas como las de François-Alexandre Devaux, Yvonne Diéterle y Alfred Boucher, este último era el profesor de Camille Claudel.

### Túnel de los dibujos
El museo tiene una gran colección de artes gráficas con dibujos que datan del XVI siglo y obras de Eugène Delacroix. Para preservar, estas obras frágiles se presentan en rotación en el túnel de los dibujos. Desde 2018, el Museo de Fécamp presenta los dibujos por temas. En 2019, estaba una serie de 28 retratos dibujados del Renacimiento. Estos retratos habían sido legados al Museo de Fécamp en 1950 por André-Paul Leroux.

## Secuencia Vida en País de Caux

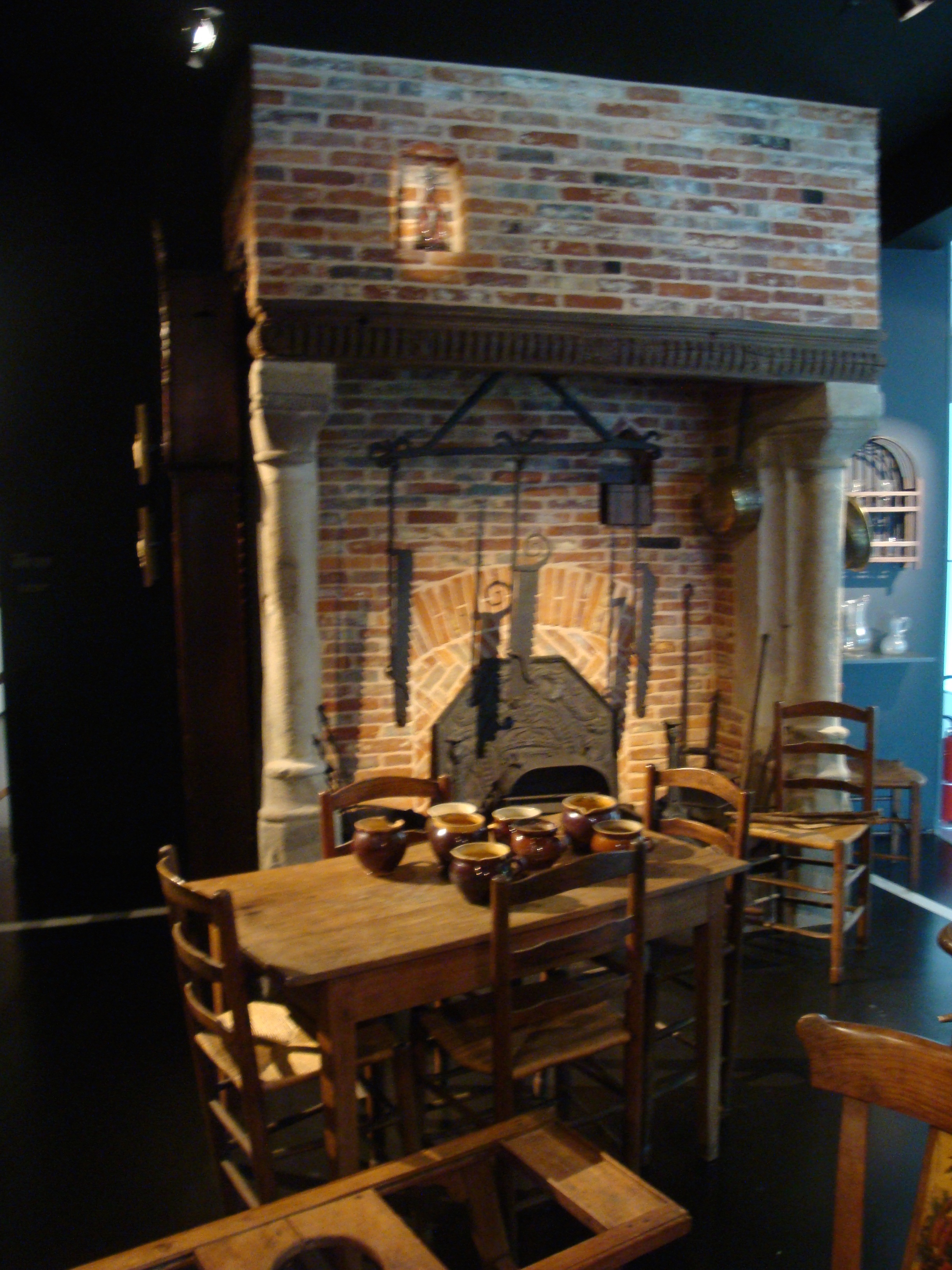
Secuencia de la vida en el País de Caux

La colección etnográfica evoca la vida cotidiana en País de Caux, presentado muebles, cerámicas, trajes y joyas regionales, a través de una museografía original diseñada por el museógrafo Achim von Meier.  
Los muebles exhibidos en esta secuencia incluyen cofres normandos del siglo XVI y armarios de matrimonio con decoraciones finas. 
Los trajes tradicionales del País de Caux se presentan en esta sección con una ropa de trabajo, emblemática de los campesinos del País de Caux, una capa, etc. Estas capas, llamadas también "pelisses" o "capots", se cerraban con un cierre con una decoración plateada.

### Cerámicas
La artisanía regional se destaca a través de la presentación de fayenzas de Rouen del XVIII y de fayenzas finas del Havre de la fábrica de los hermanos Anselme y Fortuné Delavigne.
Muchas cerámicas inglesas, llamadas "lusterware " tienen la peculiaridad de tener un reflejo metálico. Traídos de sus viajes por residentes de Fécamp, estas cerámicas fueron muy apreciadas en Normandía y en Bretaña, donde fueron apodadas "fayenza de Jersey" porque transitaban frecuentemente por la isla de Jersey, aunque su  producción se realizaba en Sunderland o en Staffordshire. 

## Secuencia Museo de la Infancia

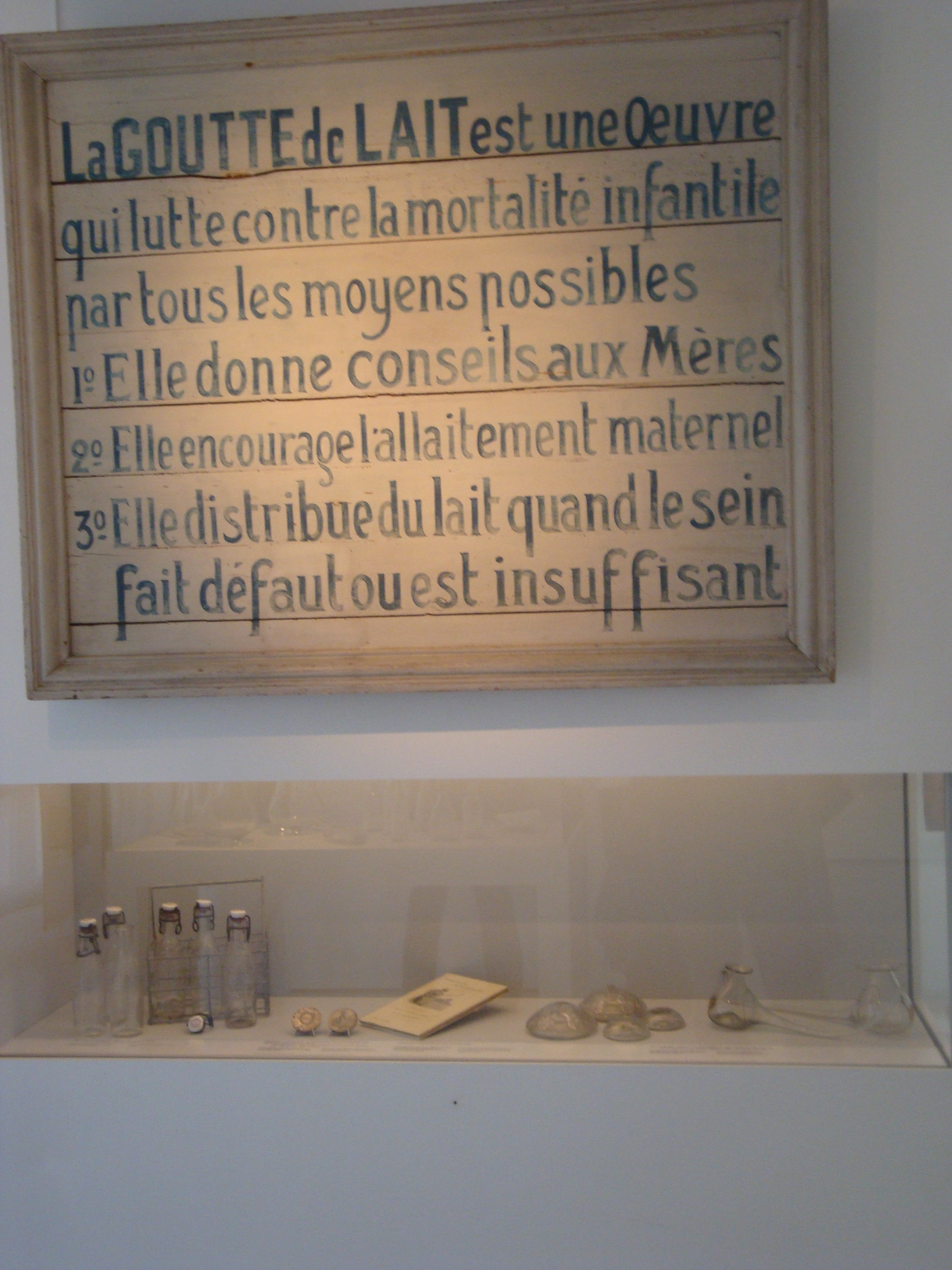
La Gota de leche de Léon Dufour

Esta secuencia presenta la colección del doctor Léon Dufour, pediatra y creador desde 1894 de "La Gota de leche", una organización muy activa en la promoción de la esterilización de la leche destinada a los bebés. El museo presenta una colección de biberones y de objetos relacionados con la infancia.

### Histórico del Museo de la Infancia
Léon Dufour era un médico francés que fundó "la Gota de leche" en 1894. La organización tiene como objetivo distribuir a los niños necesitados biberones de leche esterilizados. Durante toda su vida, Léon Dufou recopiló objetos del mundo entero. Con los objetos que recolecto, abrió el Museo de la Infancia a Fécamp en 1918 con un objetivo educativo e higiénico.
En 1933, el museo fue transferido al Pabellón de la Infancia y se cerró definitivamente en 1958. No fue sino hasta 1997 con la exposición « Los biberones del doctor Dufour » que la importancia de estas colecciones fue redescubierta.
Desde diciembre de 2017, las colecciones del doctor Léon Dufour están presentadas en el segundo piso del Museo de Fécamp, en una parte llamada Museo de la Infancia.

### Los biberones del doctor Léon Dufour
El objectivo de la organización de la "Gota de Leche" era combatir la alta mortalidad infantil prevalente en aquellos tiempos. Pasó por un biberon sano y esterilizado, a diferencia de los biberones de tubo largo donde la leche se estancaba y se desarrollaban gérmenes. 
La organización de la "Gota de leche" se fundó en Fécamp y se ha extendido por todo el mundo. Así, la secuencia del Museo de la Infancia presenta biberones distribuidos por la "Gota de leche" y también biberones de varias épocas y orígenes.

### Las otras colecciones
Las colecciones del doctor Léon Dufour se componen igualmente de objetos relacionados con la infancia como cunas, capotas y de los portabebés. Objetos más sorprendentes componen esta colección, como amuletos utilizados como remedios populares y confiscados por el Doctor Dufour a sus pacientes.

## Cuarto de maravillas
Inaugurado en septiembre de 2018, el cuarto de maravillas reúne objetos raros e insólitos traídos del mundo entero por navegadores y de los coleccionistas de la región. Este cuarto de maravillas reúne objetos de la antigüedad egipcia y precolombina, nácar esculpido, trabajos de marineros, marfiles, cerámica china o cristalería de Venecia.

## Exposiciones temporales
Las exposiciones temporales que han tenido en el Museo de Fécamp :
- Travailleurs de l'horizon, François Kollar et la mer, 20 de enero de 2018 – 30 de abril de 2018
- Les vitraux de Sarkis aux Pêcheries, 9 de junio de 2018 – 12 de noviembre de 2018[4]
- Martine Dubilé, Ancrages, 2 de marzo de 2019 – 2 de junio de 2019[5]
- Bertrand Dorny, itinéraires normands, 29 de junio de 2019 – 5 de enero de 2020[6]
- L'invention d'Étretat - Eugène Le Poittevin, un peintre et ses amis à l'aube de l'impressionnisme - Festival Impressionniste[7] 2020

## Centro de documentación
El museo tiene grandes fondos de archivo y de documentación, sobre la historia de Fécamp, "la Gota de leche" y la pesca, especialmente sobre la pesca en Terranova. El centro de documentación es accesible por reserva.